# Ewaso Ng’iro
Ewaso Ng’iro – rzeka w Kenii, stale zasilana przez lodowce na górze Mount Kenia. Płynie ze zboczy gór w hrabstwie Laikipia przez obszar bagienny zwany Lorian Swamp w kierunku Somalii, by połączyć się tam z Dżubą. Po opuszczeniu bagien w Somalii znana jest jako Lagh Dera.
Nazwa rzeki pochodzi z języka lokalnej społeczności i oznacza brązową rzekę lub mętną wodę.